# 栃木県道270号佐野環状線
栃木県道270号佐野環状線（とちぎけんどう270ごう さのかんじょうせん）は、栃木県佐野市内を通る一般県道である。
佐野市街地を外周する路線であるが、多くの他路線との重複区間がある。南東部の佐野新都市付近では週末など買い物客で混雑する。

## 路線概要
- 指定：1973年（昭和48年）3月2日
- 距離：5.709km
- 起点：栃木県佐野市伊勢山町（伊勢山町交差点=群馬県道・栃木県道67号桐生岩舟線交点）
- 終点：栃木県佐野市伊勢山町（同上）

## 交差する路線
- 栃木県道67号桐生岩舟線（伊勢山町交差点=佐野市伊勢山町）
- 栃木県道75号栃木佐野線（伊勢山町交差点=佐野市伊勢山町）
- 栃木県道352号佐野SAスマートインター線（佐野市高萩町）
- 栃木県道9号佐野古河線（高萩町交差点=佐野市高萩町）
- 栃木県道7号佐野行田線（佐野市赤坂町）
- 栃木県道7号佐野行田線（大橋町交差点=佐野市大橋町）
- 栃木県道16号佐野田沼線（道の駅交差点=佐野市吉水町）
- 栃木県道16号佐野田沼線（堀米町交差点=佐野市堀米町）
- 栃木県道141号唐沢山公園線（堀米町交差点=佐野市堀米町）
- 栃木県道141号唐沢山公園線（犬伏町交差点=佐野市犬伏町）
- 栃木県道75号栃木佐野線（佐野市犬伏新町）

## 重複区間
- 栃木県道7号佐野行田線 : 佐野市赤坂町 - 佐野市大橋町
- 栃木県道237号赤見本町線：佐野市大橋町 - 佐野市菊川町
- 栃木県道16号佐野田沼線 : 佐野市吉水町 - 佐野市堀米町
- 栃木県道141号唐沢山公園線 : 佐野市堀米町 - 佐野市犬伏町
- 栃木県道75号栃木佐野線 : 佐野市犬伏新町 - 佐野市伊勢山町

※栃木県道237号赤見本町線との重複区間以外は、当県道の県道標識や案内標識上での表示はない。

## 沿線施設
- イオンモール佐野新都市
- 道の駅どまんなか たぬま
- 佐野工業団地